# Anzygina jowettae
Anzygina jowettae är en insektsart som först beskrevs av Knight 1976.  Anzygina jowettae ingår i släktet Anzygina och familjen dvärgstritar. Inga underarter finns listade i Catalogue of Life.